# 篠原トオル
篠原トオル（しのはら トオル、1974年 - ）は、日本の俳優。愛媛県出身。株式会社エコーズ所属。元・劇団ブルドッキングヘッドロック劇団員。

## 人物
1974年2月8日生まれ。愛媛県出身。 役者。映像作家。
役者としては「桐島、部活やめるってよ」等の脚本家、喜安浩平が主宰する劇団『ブルドッキングヘッドロック』に旗揚げメンバーとして所属。2000年よりほぼ全公演に出演。なお、その舞台劇中の映像も手がける。
監督としては、2004年に「ドラゴン・シティ」（下北沢トリウッドにて上映）。2017年には映画ユニット『三箇日』を結成し、「飛んで火にいる」を監督。第二回関前諸島 岡村島映画祭準グランプリ。2017年新人監督映画祭コンペティション入選。2018年グッド・ストックフィルムセッション入選など。
2022年10月31日、ブルドッキングヘッドロックを退団。

## 出演

### 舞台
- ブルドッキングヘッドロック
  - Extra number『コンストラクション ダイアグラム・オーバー ザ ディメンション』
  - 『スケベの話～オトナのおもちゃ篇～』
  - 『1995』
  - 『青空と複雑』
  - 『おい、キミ失格』
  - 『旅のしおり2013』
  - 『少し静かに』
  - 『スケベの話』バットとボール編
  - 『毒と微笑み』
  - 『嫌な世界』
  - 『Do!太宰』
  - 『黒いインクの輝き』
  - 『ケモノミチ』

　他、同劇団本公演ほぼすべてに劇団員として出演
- ハイバネカナタ
- 『talent』
- 熱帯
- 『今、逃げる』
- 山口奈緒子企画公演　皿小鉢
- 『噂ちゃん』

### 映画
- 『飛んで火にいる』（脚本・監督　篠原トオル）
- 『ドラゴン・シティ』（脚本　喜安浩平　監督　篠原トオル）
- 『my style or dead』（脚本　寺内康太郎）

　『スケベの話　映画版』（脚本　喜安浩平　監督　猪爪尚紀）
- 『サイキッカーZ　新たなる脅威』 （監督　木場明義）

### ドラマ
- 『全裸監督』 （第一話）
- FODプレミアム

乃木坂シネマズ~STORY of 46~「超魔空騎士アルカディアス」
- 『ヴィレヴァン!』制作： メ〜テレ（最終話）

### CM
- マルト水谷　速達生TV-CF

- 読売新聞『今を伝え、未来を作る』

- やさしい十勝のむヨーグルト『リニューアル家族』(主題歌:CHEMISTRY)